# Yashwant Sinha

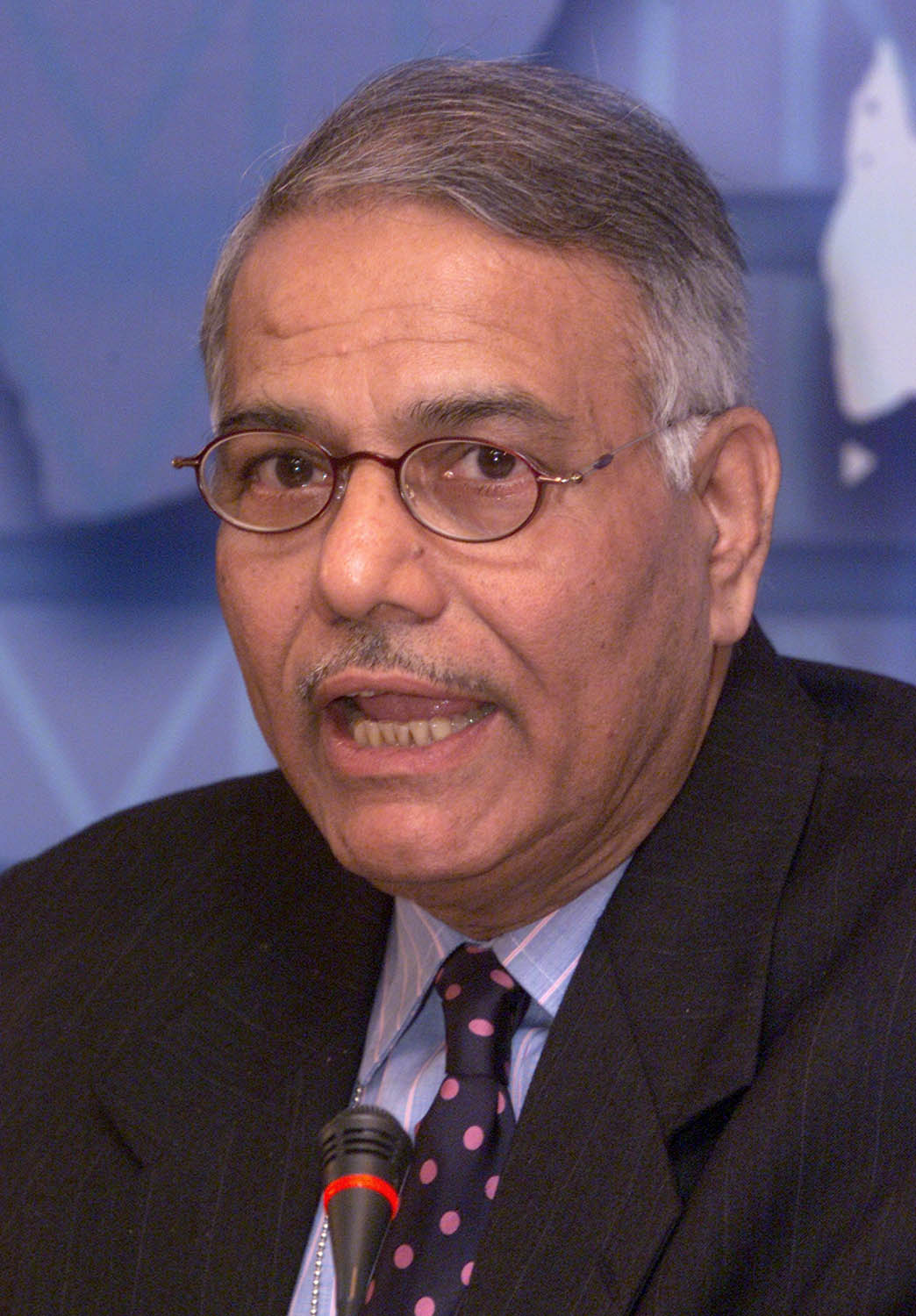
Yashwant Sinha (2000)

Yashwant Sinha (* 6. November 1937 in Patna, Bihar) ist ein indischer Politiker, der für die Bharatiya Janata Party (BJP) unter anderem Finanzminister sowie Außenminister war. Er verließ die BJP 2018, da er mit der Politik von Narendra Modi so wenig einverstanden war, dass er sie als eine Gefahr für die Demokratie bezeichnete.

## Leben

### Beamter, Mitglied der Rajya Sabha und Finanzminister
Sinha absolvierte nach dem Schulbesuch ein Studium der Politikwissenschaften an der Patna University, das er mit einem Master of Arts (M.A. Political Science) abschloss.
Nach Abschluss des Studiums war er zunächst zwischen 1958 und 1960 Lecturer für Politikwissenschaften an der Patna University und trat anschließend in den öffentlichen Dienst (Indian Administrative Service) ein. In den folgenden Jahren stieg er zum Vize-Kommissar von Santhal Pargana auf und war später Vorsitzender der Delhi Transport Corporation (DTC), der öffentliche Verkehrsbetriebe Neu-Delhis, sowie Vorsitzender des Redaktionsausschusses der UNCTAD-Schifffahrtskonferenz in Genf. Des Weiteren fungierte er zeitweise als Leiter des Generalkonsulats in Frankfurt am Main. Erster Sekretär des Chief Minister von Bihar sowie als Gemeinsamer Sekretär im Ministerium für Schifffahrt und Verkehr. 1984 trat er vorzeitig in den Ruhestand, um sich politisch zu engagieren.
Sinha trat 1984 der Janata Party bei und war bereits zwischen 1986 und 1988 Generalsekretär dieser Partei. Am 3. April 1988 wurde er zum Mitglied der Rajya Sabha gewählt, dem Oberhaus des indischen Parlaments, und gehörte diesem bis zum 14. November 1993 an. Während seiner Oberhauszugehörigkeit wurde er 1990 Mitglied des Petitionsausschusses. 1990 wurde er Mitglied der Samajwadi Party, nachdem sich diese von der Janata Dal abgespalten hatte.
Am 21. November 1990 wurde Sinha von Premierminister Chandra Shekhar zum Finanzminister (Union Minister of Finance) in dessen Kabinett berufen und bekleidete diese Funktion bis zum Ende von Shekhars Amtszeit am 21. Juni 1991.

### Mitglied der Lok Sabha und Außenminister

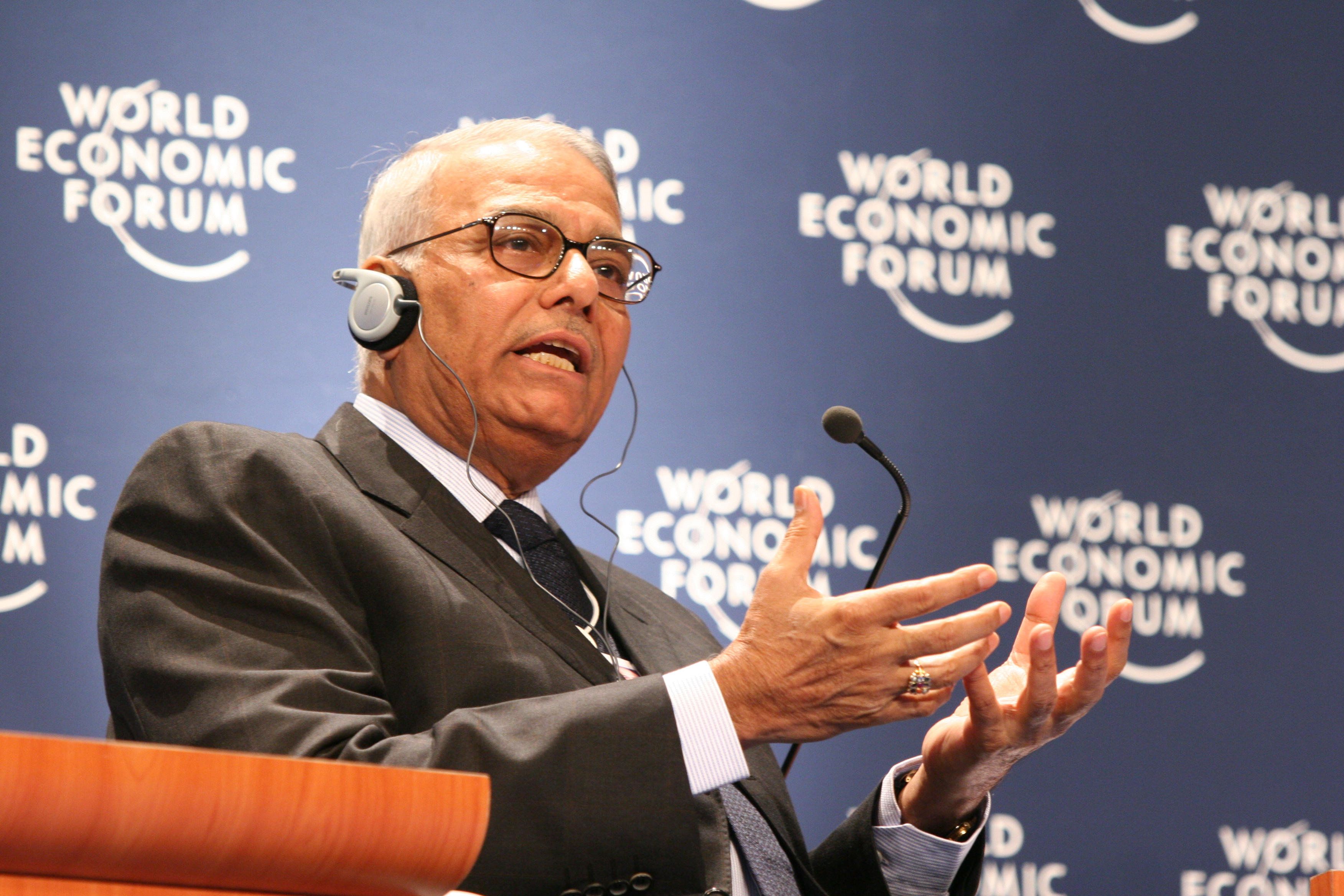
Yashwant Sinha auf dem Weltwirtschaftsforum (2008)

Nachdem er zwischen 1995 und 1996 Mitglied der Legislativversammlung (Vidhan Sabha) von Bihar sowie dortiger Oppositionsführer war, wurde er 1998 für die zwölfte Legislaturperiode zum Mitglied der Lok Sabha gewählt, dem Unterhaus des indischen Parlaments. Zeitweilig war er Mitglied des Diätenausschusses der Lok Sabha.
Kurz darauf wurde Sinha am 19. März 1998 von Premierminister Atal Bihari Vajpayee als Finanzminister (Union Minister of Finance) in dessen Kabinett berufen. 1999 wurde er für die 13. Legislaturperiode als Mitglied der Lok Sabha wiedergewählt. Das Amt des Finanzministers bekleidete er bis zu einer Kabinettsumbildung am 1. Juli 2002 und übernahm dann von Jaswant Singh das Amt des Außenministers (Union Minister of External Affairs), während Singh von ihm wiederum das Amt des Finanzministers übernahm. Das Amt des Außenministers bekleidete er bis zum Ende von Vajpayees Amtszeit am 22. Mai 2004.
2004 schied er aus der Lok Sabha aus und wurde stattdessen wieder zum Mitglied der Rajya Sabha gewählt. Dort war er von September 2004 bis 2009 Mitglied des Gemeinsamen Parlamentarischen Ausschusses für die Sicherheit im Parlamentsgebäude (Sansad Bhavan) sowie zugleich von Oktober 2004 bis 2009 Mitglied des Beratungsausschusses des Außenministeriums. Des Weiteren wurde er im Juni 2006 Mitglied des Presserates von Indien.
Nachdem er 2009 aus der Rajya Sabha und nunmehr zum dritten Mal als Abgeordneter der Lok Sabha gewählt worden war, wurde er am 6. August 2009 Mitglied des Unterhausausschusses für öffentliche Konten und war vom 31. August 2009 bis zum 5. Mai 2010 Vorsitzender des Beratungsausschusses des Außenministeriums. Am 1. Mai 2010 wurde er wiederum Mitglied des Ausschusses für öffentliche Konten sowie am 7. Mai 2010 Vorsitzender des Finanzausschusses der Lok Sabha.
2017 erregte er durch seine Kritik am indischen Ministerpräsidenten Modi Aufsehen.

### Präsidentschaftskandidat
Am 21. Juni 2022 wurde Yashwant Singh von mehreren Oppositionsparteien, darunter der Kongresspartei, als Kandidat für das Amt des indischen Staatspräsidenten bei der Wahl im Juli 2022 nominiert. Da die Mehrheitsverhältnisse im Wahlkollegium ziemlich eindeutig gegen ihn standen, galt er jedoch von Anfang an mehr als Zählkandidat. Er verlor die Wahl deutlich gegen seine Mitbewerberin Draupadi Murmu.